# Eric Maihöfer
Eric Maihöfer (* 16. Juni 2001) ist ein deutscher Kugelstoßer.

## Leben und Erfolge
Maihöfer kam über seine Schwester zur Leichtathletik in Großdeinbach. Später versuchte er sich, trainiert von seinem Vater, zunächst im Mehrkampf, bevor er sich für das Kugelstoßen entschied und am Olympiaschwerpunkt Stuttgart zu trainieren begann.
Nach dem Abitur am Technischen Gymnasium in Schwäbisch Gmünd und zwei Studiensemestern in technischer BWL begann er eine Ausbildung bei der Bundespolizei.
2024 in Braunschweig und 2025 in Dresden wurde er deutscher Meister im Freien, 2025 in Dortmund auch in der Halle. Schon 2022 war er deutscher U23-Meister geworden.